# 田邉夕貴
田邉 夕貴（たなべ ゆき、1989年8月25日 - ）は、京都府京田辺市出身のハンドボール選手。日本ハンドボールリーグの北國銀行所属後2014-2016シーズンはハンガリー（Fehérvár KC）へ移籍。2016-2021シーズンに再び北國銀行へ。2021東京オリンピック出場後再びヨーロッパへ移籍。2021-2024の3シーズンをドイツ（Thüringer HC）でプレーし2024年6月にハンドボール選手を引退。

## 経歴
大阪体育大学時代の2009年に行われた第14回ヒロシマ国際ハンドボール大会で、日本代表に初選出。同年の世界選手権の日本代表にも選出された。
2012年に日本ハンドボールリーグの北國銀行へ加入。背番号は「7」。2012-13年シーズンは最優秀新人賞を受賞した。
2013-14年シーズンはベストセブンに選出された。
2014年にハンガリーのフェヘールヴァールKCへ移籍。2015-16年シーズン限りで退団。
2016年10月3日に北國銀行へ復帰。背番号は「2」。

## 詳細情報

### 年度別成績
| 年       | チーム   | 試合 | フィールド 得点 | 率    | 7m  | 合計    | 警告 | 退場 | 失格 |
| -------- | -------- | ---- | --------------- | ----- | --- | ------- | ---- | ---- | ---- |
| 2012-13  | 北國銀行 | 15   | 43/67           | .642  | 0/0 | 43/67   | 4    | 3    | 0    |
| 2013-14  | 北國銀行 | 18   | 60/87           | .690  | 0/0 | 60/87   | 5    | 3    | 0    |
| 2016-17  | 北國銀行 | 13   | 13/24           | .542  | 0/0 | 13/24   | 0    | 1    | 0    |
| 2017-18  | 北國銀行 | 12   | 2/2             | 1.000 | 0/0 | 2/2     | 0    | 0    | 0    |
| 2018-19  | 北國銀行 | 14   | 25/50           | .500  | 0/0 | 25/50   | 1    | 2    | 0    |
| JHL：5年 | JHL：5年 | 72   | 143/230         | .622  | 0/0 | 143/230 | 10   | 9    | 0    |

- 各年度の太字はリーグ最高

### タイトル・表彰

#### 日本ハンドボールリーグ
- 最優秀新人賞 (2012年)
- ベストセブン賞：1回 (2013年)

### 記録

#### 日本ハンドボールリーグ
- フィールドゴール初得点：2012年9月8日、対HC名古屋戦（金沢市総合体育館）[7]

### 背番号
- 7 (2012年 - 2014年)
- 2 (2016年 - )